# Una chica casi decente
Una chica casi decente es una comedia española de 1971 dirigida por Germán Lorente y protagonizada por Rocío Jurado. Es un film diseñado para el lucimiento de la artista, que también incluye alguna copla de su repertorio.

## Resumen
César Martín, más conocido como El Duque, es un simpático y astuto estafador que en un principio quiere que su hija Silvia (Rocío Jurado) sea una persona decente. Sin embargo, no duda en involucrarla en una estafa, en la que Silvia debe contratar a Daniel, un joven y guapo actor, para que conquiste a una mujer millonaria y beneficiarse de su dinero.
Todo se complica y al final El Duque se entrega a la policía para salvar a su hija.

## Reparto
- Rocío Jurado - Silvia
- Adolfo Celi - El Duque
- Máximo Valverde - Daniel
- Mirta Miller
- Manolo Gómez Bur
- Luis Sánchez Polack
- José Luis Coll
- Mary Paz Pondal
- Rafael Hernández
- Valentín Tornos
- Juanito Navarro
- Tomás Blanco
- Manuel de Blas
- Frank Braña
- José Orjas
- Alfonso del Real
- Víctor Israel
- Betsabé Ruiz